# Dirac Medal (UNSW)
Die Silver Dirac Medal for the Advancement of Theoretical Physics wird von der University of New South Wales (UNSW) verliehen und ist nach Paul Dirac benannt, in Andenken an dessen Vorlesungen an der Universität 1975. Mit der Medaille ist eine öffentliche Vorlesung (Dirac Lecture) verbunden.

## Preisträger
- 1979 Hannes Alfvén
- 1981 John Ward
- 1983 Nicolaas Bloembergen
- 1985 David Pines
- 1987 Robert Hofstadter
- 1988 Klaus von Klitzing
- 1989 Carlo Rubbia, Kenneth Wilson
- 1990 Norman Ramsey
- 1991 Herbert A. Hauptman
- 1992 Wolfgang Paul
- 1996 Edwin Salpeter
- 2002 Heinrich Hora
- 2003 Edward Shuryak
- 2004 Iosif B. Khriplovich
- 2006 Roger Penrose
- 2008 Harald Fritzsch
- 2010 E. C. George Sudarshan
- 2011 Robert M. May
- 2012 Brian Schmidt
- 2013 Michael Pepper
- 2014 Serge Haroche
- 2015 Subir Sachdev
- 2016 Kenneth C. Freeman[1]
- 2017 Boris Altshuler[2]
- 2019 Lene Hau
- 2020 Susan M. Scott[3]
- 2023 Klaus Mølmer